# Ledningsplats

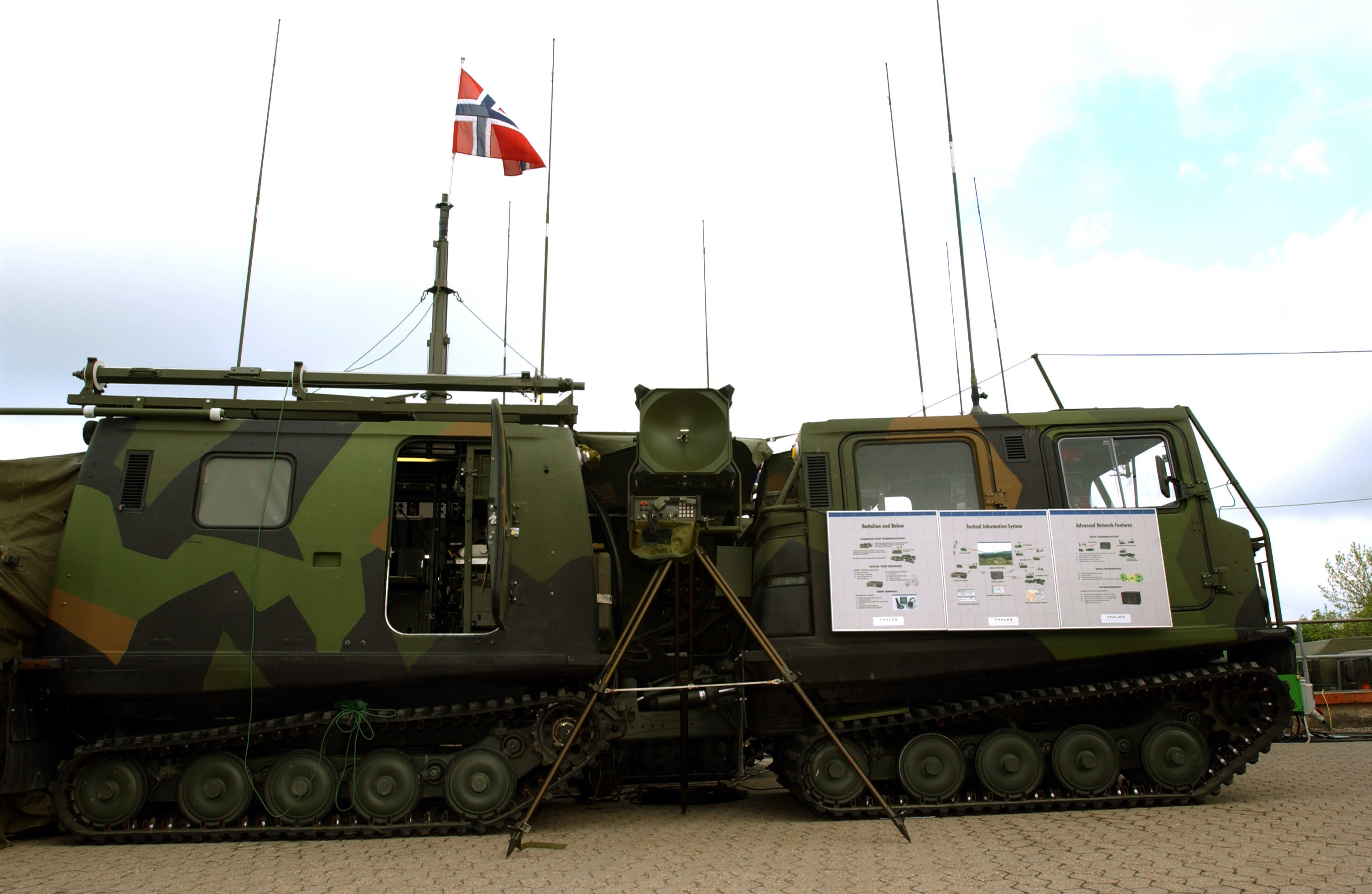
En norsk mobil militär ledningsplats

Ledningsplats, stabsplats, en plats där en civil eller militär stab utövar ledning av sina underställda enheter. Stabsplats är ett ursprungligen militärt begrepp som lånats av civila myndigheter.
Ledningsplatser kan i sin enklaste form utgöras av en enkel lokal eller ett specialbyggt ledningsfordon, men kan också utgöras av specialbyggda skyddade berganläggningar där tusentals personer har sin arbetsplats. En ledningsplats är ofta klassad som skyddsobjekt.
De flesta skyddade ledningsplatserna byggdes till följd av att andra världskriget övergick i kalla kriget då man såg det som viktigt att skydda samhällets ledningsfunktioner mot väpnade angrepp med till exempel atomvapen.

## Sambandscentral
Begreppet ledningsplats används ofta synonymt med sambandscentral eller samverkscentral, eftersom man i båda fallen är beroende av bra sambandsmedel och lokaler för att kunna lösa sina uppgifter. Ursprungligen var emellertid sambandscentralen en del av ledningsplatsen och den plats där all kommunikation sköttes. I vissa militära sammanhang används också begreppet stabsexpedition (Stex) om en avdelning med sambandscentralens huvudsakliga uppgifter, men den har då ofta utökad verksamhet och svarar inte endast för kommunikation.

## Militära ledningsplatser
Ledningsplatser kan upprättas vid samtliga förband, men större anläggningar upprättas och betjänas av signaltrupperna eller därmed jämställda förband. I Sverige svarar Ledningsregementet och Försvarsmaktens telekommunikations- och informationssystemförband för dessa större anläggningar samt utbildning av stödförband för ledningsplatsernas betjäning.

## Civila ledningsplatser

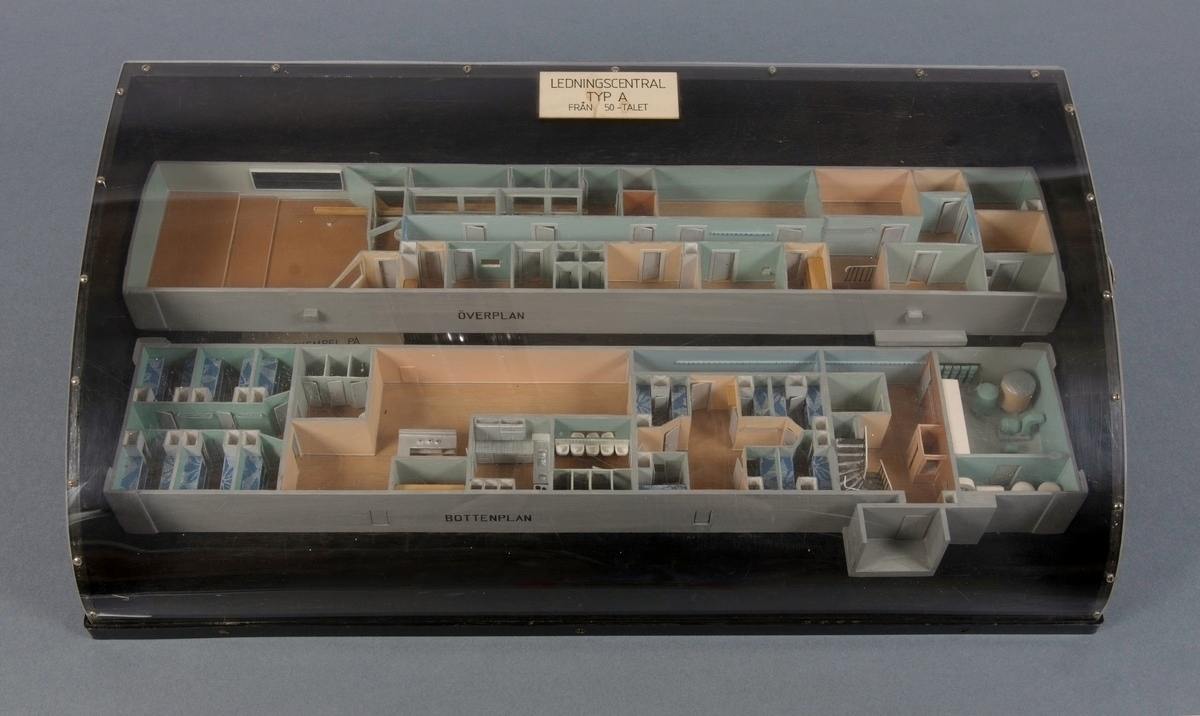
Modell av Ledningscentral typ A - distriktscentralen Bofinken

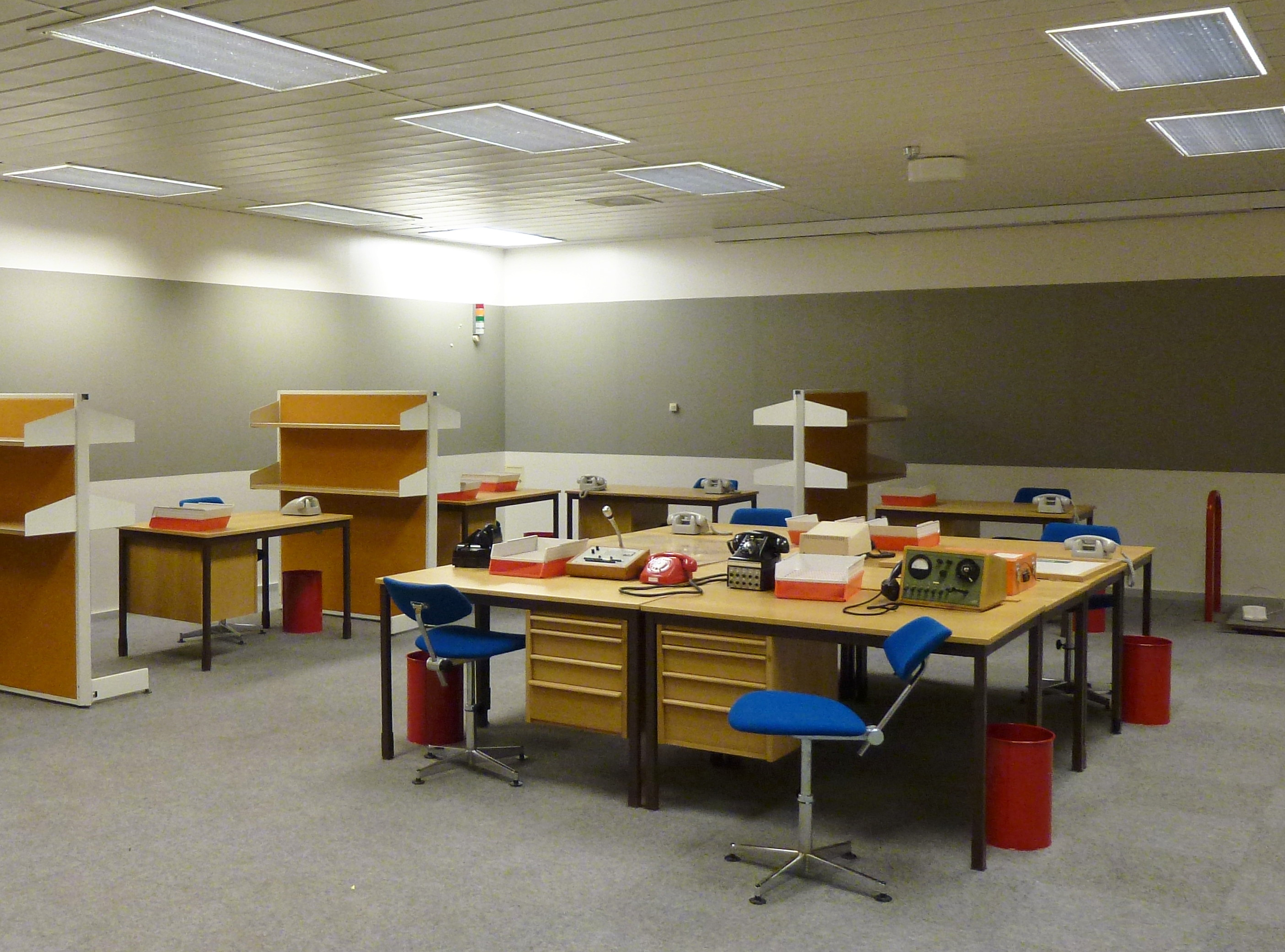
Ordersalen i Vargen, Huddinge.

Under 1950-talet byggdes i ett intensivt skede ledningscentraler i bergrum till kommuner, räddningstjänsten och sjukvården för samverkan i en krissituation. Ledningscentralerna utgjordes av sex olika typer, vilka var klassificerade efter storlek, typ A utgjorde den största typen av ledningscentral, medan typ F utgjorde den minsta. Ledningscentral typ A var uppförd i två våningsplan med inrättade rum för taktiska genomgångar, sovlogement, toaletter och separat reservkraftverk. Totalt var ledningscentral typ A anpassad för 60–100 personer. Ledningscentral typ A moderniserades under 1950-talet och 1960-talet, för att kunna motstå kärnvapen samt vätebomber. Modellen till höger är en modell över hur en ledningscentral var uppbyggd, en verklig motsvarighet till denna modell fanns exempelvis i distriktscentralen (DC) Bofinken på västkusten.
Fram till 2000-talet hade så gott som varje kommun i Sverige en skyddad berganläggning där kommunens ledningsfunktioner skulle samgruppera med myndigheter som länsstyrelse, räddningstjänst, polis och enheter ur det civila försvaret. Ett exempel på civil ledningsplats är ledningscentralen i Gullarp, Eslövs kommun. Motsvarigheterna i Göteborg (Bofinken på Hisingen och Spoven/Uttern vid Delsjöarna) samt Stockholm (Elefanten, Sollentuna och Vargen, Huddinge) diskuteras ofta på Internet. I motsats till Vargen är Elefanten bevarat i sin helhet och frågan har väckts om byggnadsminnesförklaring. Något som kan noteras är den utstickande namnsättningen, med namn på olika djurarter, på samma sätt som försvaret har namngett sina anläggningar. Typiskt för de lite större kommunerna, som i nutid alltså har huvudmannaskapet för den här typen av lokala anläggningar, är att nedläggning inte lika ofta har varit aktuellt som i många mindre kommuner. Några ledningscentraler förlades i berg, andra låg i ett normalt skyddsrum, exempelvis under kommunalhuset eller en brandstation. I nästan varje kommun inrättades en ledningscentral, exakt hur många som byggdes är oklart.

## Mobila ledningsplatser

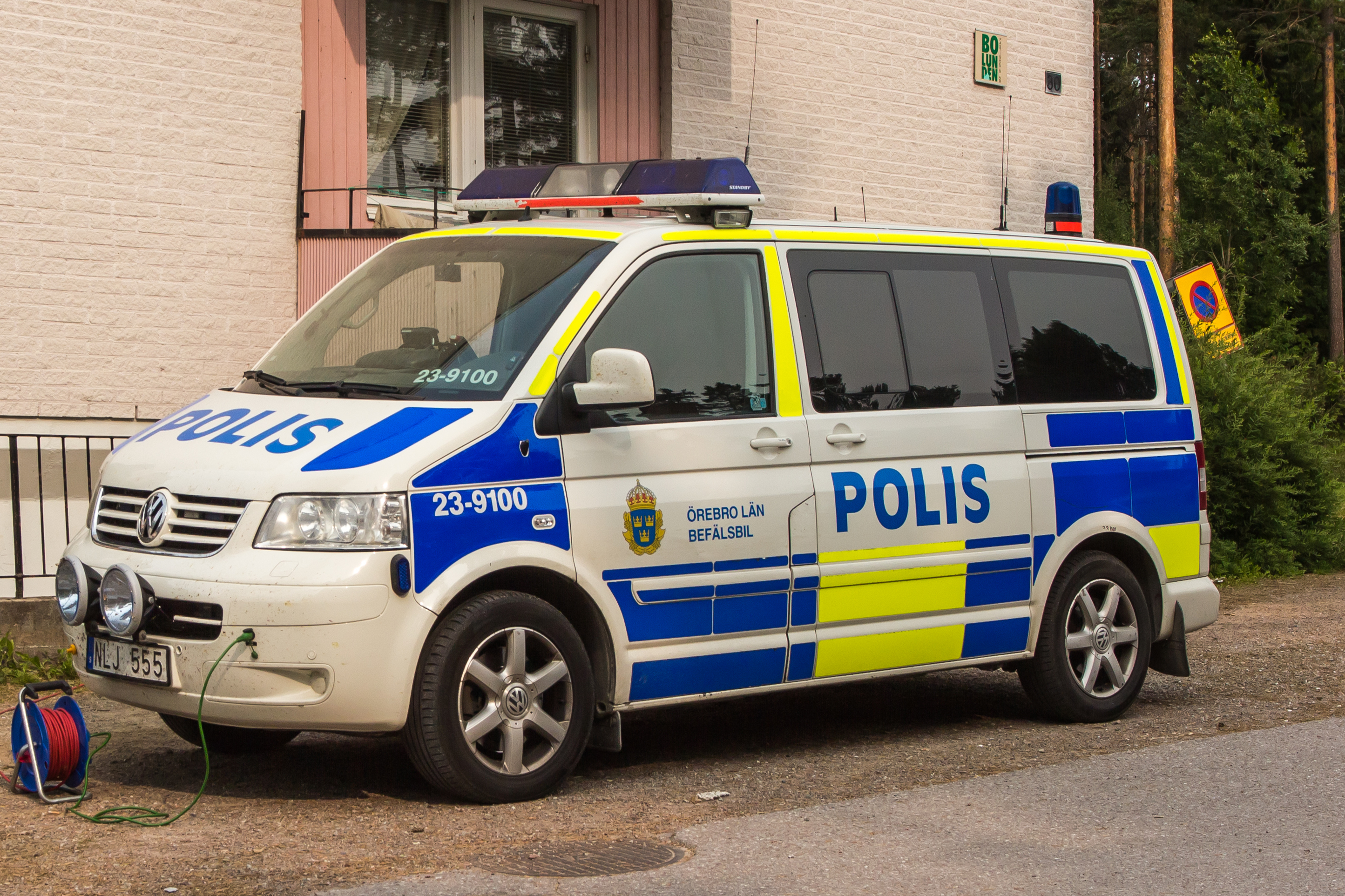
Befälsbil, ledningsfordon för svenska polisen

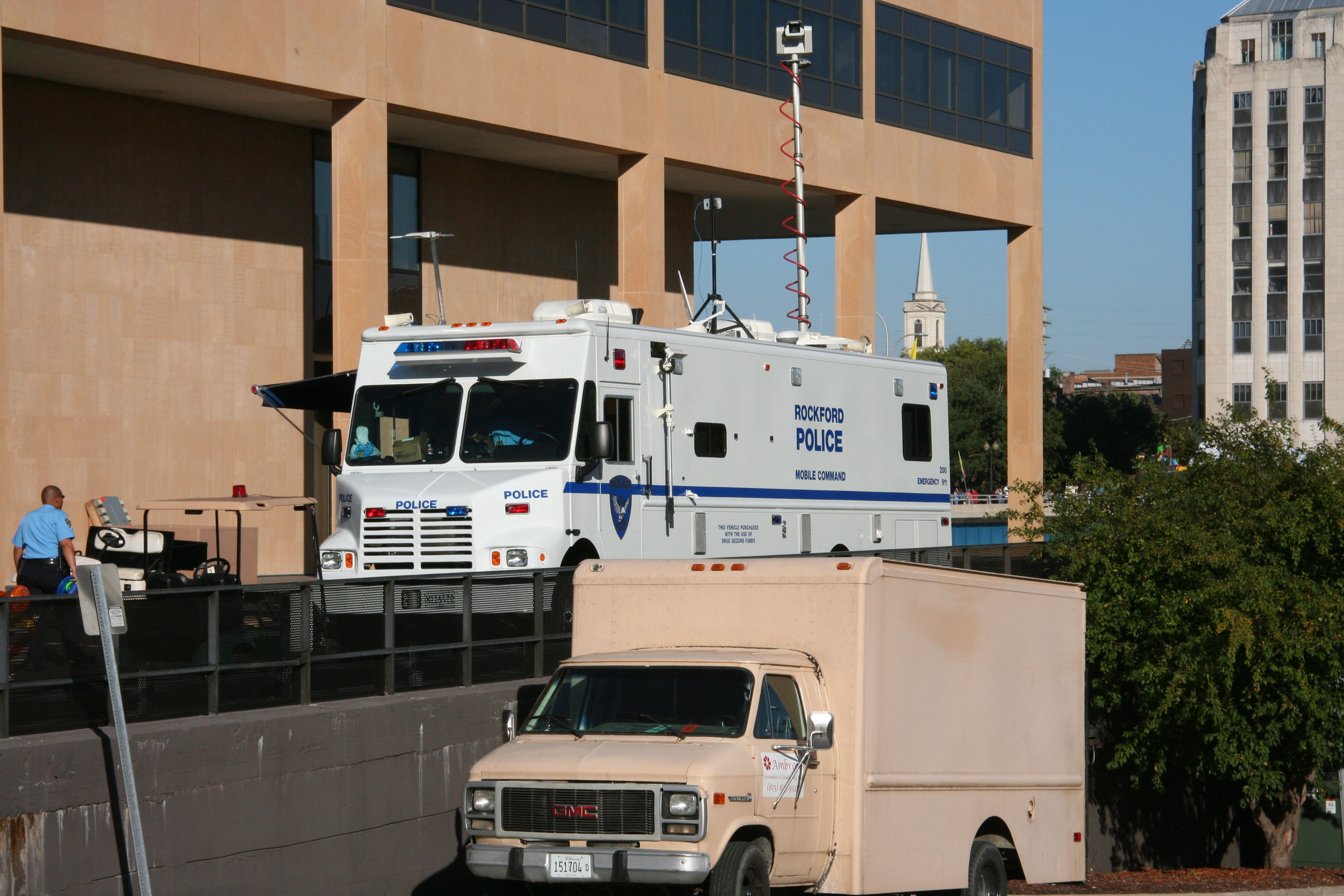
En amerikansk mobil ledningsplats för polis

Såväl militära som civila myndigheter använder sig numer främst av mobila ledningsplatser, till exempel i form av olika typer av ledningsfordon. Militära förbands mobila ledningsplatser omfattas ofta av flera fordon med många olika funktioner, medan civila myndigheter, som till exempel polisen, oftast använder sig av enstaka fordon. De militära ledningsplatserna präglas av hög rörlighet och alltmer ökad skyddsgrad i form av pansarfordon.

## Nuläget
Efter att det kalla kriget upphörde i början av 1990-talet togs allt fler skyddade ledningsplatser ur bruk, såväl inom Försvarsmakten som på kommunal och regional nivå. Detta mönster var tydligt såväl i Sverige som utomlands. I många fall var dessa ledningsplatser förknippade med stora underhållskostnader, men även ny teknik gjorde att många anläggningar bedömdes som överflödiga. Istället avsåg man leda samhälleliga och militära funktioner i första hand och så långt möjligt från de olika myndigheternas ordinarie tjänsteställen. Även mobila ledningsplatser blev allt vanligare. Dock finns det fortfarande ett stort antal skyddade ledningsplatser kvar och i drift. På grund av en gradvis förändrad hotbild tog såväl Sverige som andra länder på nytt upp frågan om skyddade ledningsplatser. Myndigheten för samhällsskydd och beredskap, MSB, gick i december 2016 ut med information till Sveriges kommuner där man konstaterade att kommunerna måste förbättra sin krigsberedskap och inte avveckla sina ledningsplatser.